# Alberto Antonini
Pour les articles homonymes, voir Antonini.
Alberto Antonini est un œnologue consultant italien impliqué dans plusieurs caves dans plusieurs pays dont l'Italie, les États-Unis, Allemagne, Argentine, Afrique du Sud, la Roumanie et le Chili. 

## Carrière
Alberto Antonini a un doctorat en études agricoles de l'Université de Florence et d'un diplôme d'œnologie de l'Université Bordeaux II et de l'Université de Californie à Davis,.
Son expérience comprend la participation comme haut responsable des vignobles des Antinori et Frescobaldi, deux des principales familles de la viticulture italienne ainsi que dans plusieurs caves du nouveau monde, notamment aux États-Unis et l'Argentine où il est un vigneron pour E & J Gallo Winery, Altos Las Hormigas, Bodega Melipal, Al Este Bodega y Viñedos et Bodegas Nieto Senetiner. Au Chili, il est impliqué avec Concha y Toro. 
Ses objectifs incluent Castello di Bossi Chianti Classicos moderne et Merlot Girolamo, ainsi que le Poggio al Tesoro vins de Bolgheri la coentreprise entre la famille et Allegrini importateur américain Leonardo LoCascio,.
Alberto Antonini allie les techniques modernes avec une tradition ancienne dans la poursuite de la prime à la production de vin. Il est cité comme un acteur clé en aidant les vins Malbec d'Argentine à gagner reconnaissance et réputation internationale,.